# Synagoga Kahal Zur Israel w Recife
Synagoga Kahal Zur Israel w Recife (port. Sinagoga Kahal Zur Israel do Recife) – synagoga znajdująca się w Recife, w brazylijskim stanie Pernambuco. Jest najstarszą synagogą obu Ameryk.
Synagoga została zbudowana w 1637 roku podczas krótkotrwałego okresu rządów holenderskich w Pernambuco. Jej pierwszym rabinem był Izaak Aboab da Fonseca. Obecnie mieści Centrum Kultury Żydowskiej w Pernambuco.